# Testudinella ahlstromi
Testudinella ahlstromi är en hjuldjursart som beskrevs av Hauer 1956. Testudinella ahlstromi ingår i släktet Testudinella och familjen Testudinellidae. Inga underarter finns listade i Catalogue of Life.